# Vojskova (Kozarska Dubica)
Vojskova (szerbül:  Војскова), falu Bosznia-Hercegovinában, Bosanska krajina területén, Kozarska Dubica községben, a Szerb Köztársaságban. 

## Fekvése
Bosznia-Hercegovina északi részén, Banja Lukától légvonalban 43, közúton 91 km-re északnyugatra, községközpontjától légvonalban 11, közúton 14 km-re délkeletre, a Kozara-hegység lejtőin, és a tőle északi irányban elterülő dombvidéken, 200 – 500 méteres tengerszint feletti magasságban fekszik. A település a Rijeka völgyében, a Rakovica (az Una jobb oldali mellékága) egyik forráságában épült. Szétszórt típusú település, mely több, egymástól távol eső falucskából áll. A központi falu Rijeka, ahol általános iskola működik.

## Népessége
| Nemzetiségi csoport | Népesség 1991 | Népesség 2013 |
| ------------------- | ------------- | ------------- |
| Szerb               | 261           | 95            |
| Bosnyák             | 0             | 0             |
| Horvát              | 2             | 0             |
| Jugoszláv           | 11            | 0             |
| Egyéb               | 168           | 0             |
| Összesen            | 442           | 95            |

## Története
A területén előkerült régészeti leletek tanúsága szerint itt már a bronzkorban is éltek emberek.
A település 1878-ig tartozott az Oszmán Birodalomhoz, ekkor a berlini kongresszus határozata alapján az Osztrák-Magyar Monarchia része lett. 1910-ben a Bosanska Dubica-i járásban fekvő községben 120 háztartást és 772 ortodox szerb lakost találtak. A monarchia szétesésével 1918-ben előbb a Szerb-Horvát-Szlovén Királyság, majd 1929-től a Jugoszláv Királyság része. 1921-ben a községnek 113 háztartása és 816 lakosa volt. Jugoszlávia megszállása után a falu a Független Horvát Állam (NDH) része lett.
1945-től a település a szocialista Jugoszlávia része volt. A Bosznia-Hercegovinában zajló polgárháború idején a település a Boszniai Szerb Köztársaság része volt. Jugoszlávia felbomlása és a bosznia-hercegovinai háború során a falu nem szenvedett jelentősebb veszteségeket. 1995. szeptember 18-án és 19-én az Una horvát hadművelet keretében Kozarska Dubica község területét megtámadta a Horvát Köztársaság hadserege (HV). Ezt a támadást a Boszniai Szerb Köztársaság hadserege (VRS) és a helyi lakosság visszaverte. A harcok nem értek el idáig. A daytoni békeszerződést követő területfelosztásnál a település, Kozarska Dubica község részeként a Szerb Köztársaság területéhez került.

## Nevezetességei
Területén több bronztárgy került elő, melyek eredetileg sírmellékletek lehettek. Pince kiásása közben két méteres mélységben bronz tű, két bronz karkötő és kerámiatöredékek kerültek elő. Ugyanebben a faluban másutt véletlenül egy bronz kardot is találtak. Valamennyi leletek a bronzkorból származik.